# Zala (ime)
Zala je žensko osebno ime.

## Izvor imena
Ime Zala je skrajšana oblika imena Rozalija.

## Različice imena
Lepa, Rosalia, Rosanda, Rozalija, Rosalee, Rose, Zalka, Zalika, Zalica

## Pogostost imena
Po podatkih Statističnega urada Republike Slovenije je bilo na dan 31. decembra 2007 v Sloveniji 2.055 oseb z imenom Zala. Ime Zala je bilo tega dne po pogostosti uporabe na 124. mestu.

## Osebni praznik
V koledarju je Zala skupaj z Rozalijo; goduje 4. septembra.